# Brauerei Dittmann
Die Langenberger Brauerei Gebr. Dittmann KG war eine Bierbrauerei im westfälischen Langenberg in Nordrhein-Westfalen, die bis 1974 bestand.

## Unternehmensgeschichte
Die Brauerei wurde 1867 von den beiden Langenberger Braumeistern Johann und Georg Dittmann gegründet. Sie produzierten verschiedene Pilsner Biere, darunter Langenberger Edel-Pils und Imperial Pilsener. 1974 wurde sie geschlossen.

## Gebrüder Dittmann

Johann Dittmann 1826–1872

Georg Dittmann 1832–1893

Die Brüder Dittmann stammten aus einer Familie, die seit Generationen als Brauer in Wiesentheid bei Kitzingen ansässig waren; ihre Eltern hatten die Schloßbrauerei Wiesentheid in Pacht und betrieben daneben eine Gastwirtschaft. Weitere Verwandte (Brüder oder Vettern) gründeten in Aachen die Aachener Exportbier-Brauerei.
1850 begaben sich Johann und Georg Dittmann auf die Wanderschaft in Richtung Norden.
1858 wurde Johann Dittmann von dem Amtsmann Lappmann; der auf seinem Gut Hohenfelde eine Brauerei errichtete, in seine Dienste als Braumeister aufgenommen.
Doch schon 1865 wagte Johann Dittmann den Schritt zum selbständigen Unternehmer. Mit seinem Bruder Georg, der bis zu dieser Zeit als Braumeister in der Brauerei Overbeck in Dortmund tätig war, begann er unweit des Gutes Hohenfelde mit dem Aufbau einer Brauerei.

### Ursachen der Errichtung
Eine der Ursachen, warum Johann und Georg Dittmann gerade in Langenberg eine Brauerei errichteten, deutet schon der Ortsname an. Mit dem „Langen Berg“ ist offenbar jener lange Höhenzug von Beckum nach Wiedenbrück gemeint, der amtlich „Beckumer Berg“ heißt und an dessen Südostrand Langenberg liegt. Die am Fuß dieses Höhenzuges gelegenen Quellen und Brunnen liefern besonders gutes, für Brauzwecke geeignetes Wasser. Weitere Voraussetzungen für eine erfolgreiche Gründung waren günstige Verkehrs- und Geländeverhältnisse und wohl auch die Tatsache, dass seit Jahrhunderten in unmittelbarer Nähe Langenbergs Hopfen angebaut wurde.
Mit einem Grundstückskauf im Jahre 1862 bekundete Johann Dittmann erstmals seine Absicht, in Langenberg ansässig zu werden. Drei Jahre später sicherte er sich durch weiteren Grundstückserwerb das für die Brauerei benötigte Gelände.
Gleichzeitig veranlasste er seinen Bruder Georg, der, wie bereits erwähnt, in Dortmund als Braumeister tätig war, nach Langenberg überzusiedeln, um das geplante Werk mit ihm gemeinsam zu betreiben.
In den Jahren 1866 bis 1867 wurden die ersten Brauereigebäude errichtet und das Unternehmen laut Akte des Königlichen Kreisgerichtes Bielefeld in das Handelsregister eingetragen. Die erste Bauphase umfasste das Brauereigebäude, ein Wohnhaus, Stallung und Scheune, einen Eis- und zwei Bierkeller sowie eine Wagenremise.

### Entwicklung der Brauerei
Für die Dynamik der Gründung und den erfolgreichen Start spricht die Tatsache, dass Johann und Georg Dittmann schon am 4. Juli 1868 die Genehmigung eines Dampfkessels mit Dampfmaschine beantragten und auch erhielten. Mit 24 Brauereipferden wurde das Langenberger Bier bis nach Bielefeld, Paderborn und Soest geliefert; für den Bahntransport besaß die Brauerei einen eigenen Gleisanschluss und werkseigene, mit Reklame versehene Güterwagen. Für die Jahre 1880 bis 1882 wiesen die Geschäftsbücher des Unternehmens eine Zahl von 245 Kunden aus, die an 71 verschiedenen Orten ansässig waren. Wenn dabei die gleichen Bücher aussagen, dass damals die Brauerei für einen Liter Bier einen Erlös von 20 Pfennig erzielte, so kann diese Zahl zwar nur mit der Kaufkraft des durchschnittlichen Einkommens eines Bürgers jener Zeit gesehen werden, ohne dass daraus schon Schlüsse auf die Höhe des allgemeinen Lebensstandards gezogen werden könnte. Es ist aber ein gutes Beispiel für die Stabilität der wirtschaftlichen Verhältnisse im Deutschen Kaiserreich, wenn die gleiche Statistik besagt, dass in 30 Jahren von 1882 bis 1912, also in einer Zeit, als die Wirtschaftskraft des Reiches von Jahr zu Jahr wuchs, der Bierpreis der Langenberger Brauerei lediglich um einen einzigen Pfennig, von 20 auf 21 Pfennig, anstieg. Zu den in diesen Jahren getroffenen unternehmerischen Entscheidungen zählt auch der Entschluss, eine eigene Mälzerei zu errichten. Bis dahin bezog man Malz u. a. aus Halberstadt und Mainz, was sich naturgemäß als kostensteigernd erwies. Die Mälzerei wurde 1884 in Betrieb genommen. So war das Unternehmen der Gebr. Dittmann in wenigen Jahren zur größten Brauerei der Umgebung herangewachsen. Umfangreicher Grundbesitz sicherte dazu jede spätere Ausdehnung der Brauerei. Johann Dittmann starb mitten im Aufbau am 8. März 1872, sein Bruder Georg starb 21 Jahre später am 16. April 1893.

## Nachfolgende Generationen

### Zweite Generation

#### Max Dittmann (1857–1916)
Im Jahr 1887 trat Max Dittmann, der Sohn von Johann, in den Betrieb ein. Dieser hatte bereits bei diversen Brauereien gearbeitet. Insgesamt 28 Jahre arbeitete Max Dittmann für das Unternehmen. Er starb am 1. April 1916.

#### Georg Dittmann (1875–1957)
Der am 6. Oktober 1875 geborene Georg Dittmann besuchte die Dorfschule Langenberg und das Realgymnasium in Hagen. Seine Ausbildung absolvierte er in bekannten Brauereien und an der Akademie für Landwirtschaft und Brauwesen Weihenstephan. Nachdem er sein Studium in den USA absolviert hatte, übernahm er die Mitverantwortung für das Unternehmen. Sein Wirken fiel in die Zeit zweier Weltkriege. Nach Ende des Ersten Weltkriegs ist die Anzahl der Mitarbeiter in Langenberg auf insgesamt 18 gesunken. Mit der Stabilisierung der Währung in den Jahren 1923/1924 und nachdem sich die innen- und außenpolitische Situation in Deutschland besserte, konnte auch die Brauerei Dittmann ihren Umsatz wieder deutlich steigern.
Bis zum Zweiten Weltkrieg begann eine neue Expansionsperiode und 1937 kam die Sorte Langenberger Edel-Pils in das Sortiment der Brauerei. Dann aber litt allerdings auch die Brauerei, wie viele andere Unternehmen auch, unter den Folgen des Krieges. So konnte in den ersten Nachkriegsjahren lediglich ein Ersatzgetränk, das „Hopfenbäu“ genannt wurde, produziert werden.
Wenige Monate nach der Währungsreform konnte schließlich das Langenberger Edel-Pils wieder ausgeliefert werden, rasch folgten neue Sorten. In den Folgejahren entwickelte die Brauerei sich sehr positiv, sodass schließlich das Jahr 1966 zu ihrem Rekordjahr wurde.
Am 24. April 1957 starb Georg Dittmann.

### Dritte Generation

#### Carl Dittmann (1886–1952)
Carl Dittmann, der Sohn des im Ersten Weltkrieg gefallenen Max Dittmann, trat der Geschäftsleitung im Jahr 1924 bei. Auch er vervollständigte seine Ausbildung in den USA. Während der amerikanischen Besatzung nach dem Zweiten Weltkrieg baute er zügig Kontakt und Vertrauen zur Besatzungstruppe auf. Er verstarb 1952 im Alter von 66 Jahren.

#### Dr. Hans-Georg Dittmann
Im Jahr 1940 trat der studierte Jurist Dr. Hans-Georg Dittmann als persönlich haftender Gesellschafter an die Seite seines Vaters Georg Dittmann und seines Vetters Carl Dittmann in die Geschäftsleitung ein.
Nach dem Zweiten Weltkrieg sorgte er für die Erneuerung und Modernisierung der Brauerei. So wurde unter anderem der Berieselungskühler für Bierwürze entfernt und durch einen neuen Würzekühler ersetzt und die betriebseigene Brunnenanlage für das Brauwasser mit ferngesteuerten Unterwasserpumpen ausgerüstet. Auch das Sudwerk wurde umfassend modernisiert. Der eiserne Läuterbottich wurde durch einen modernen aus Kupfer ersetzt. Dieses Vorgehen wurde auch bei der alten Braupfanne und dem Maischebottich angewandt, sodass in wenigen Jahren ein glänzendes aus Kupfer bestehendes Sudhaus entstand. Darüber hinaus erfuhr der Lagerkeller eine Vergrößerung. In diesem Zusammenhang wurden die alten Lagerfässer gegen moderne Tanks aus Stahl bzw. Aluminium ausgetauscht, um das Fassungsvermögen über einen mehrere Jahre andauernden Zeitraum auf 30000 Hektoliter zu steigern. Auch der Gärkeller erhielt neue, moderne Gär- und Anstellbottiche, auch wurde der Gärkeller durch eine Reihe von Gärtanks erweitert. Des Weiteren konnte auch das Kühlschiff den Anforderungen nicht mehr gerecht werden, sodass es durch einen Ausschlagbottich ersetzt wurde. Die alte Trub-Zentrifuge wich einer leistungsstärkeren.
Eine Modernisierung wurde auch im Bereich der Kältemaschinen vorangetrieben. Hier wurden nun leistungsstarke Kompressoren, die wenig Platz benötigten, eingesetzt.
Als weitere Neuerung, die in diese Zeit fiel, war das Ersetzen der hölzernen Transportfässer durch Aluminiumfässer.
Mit der ständigen Steigerung des Flaschenbierabsatzes wurde auch die Leistung der Abfüllanlage verbessert. So arbeitete eine Anlage mit über 12000 Flaschen pro Stunde in einer neu erstellten Abfüllhalle. Um den wesentlich größeren Dampfverbrauch dieser Flaschenabfüllanlage stemmen zu können (ebenso mit den gewachsenen Anforderungen des vergrößerten Sudwerkes) wurde ein neues Kesselhaus mit einem 45 Meter hohen Schornstein gebaut.  Neu in Betrieb genommen wurde zudem auch eine automatische Nassschrotung, wodurch eine Vergrößerung der Schüttung um ein Drittel von 3000 auf 4000 kg ermöglicht wurde.
Schließlich erhielt die Brauerei durch die Neugestaltung der Fassade von Mälzerei, Sudhaus und Schwankhalle ein modernisiertes äußeres Erscheinungsbild. 1967 erfolgte schließlich die Grundsteinlegung eines neuen Verwaltungsgebäudes und die Planung eines wesentlich größeren Flaschenkellers. In diesem Jahr feierte die Brauerei ihr hundertjähriges Bestehen.

### Vierte Generation

#### Manfred Dittmann
Mit Manfred Dittmann, einem Enkel von Max Dittmann, war die vierte Generation ab 1955 im Werk tätig. Dieser führte später zusammen mit Dr. Hans Georg Dittmann das Familienunternehmen. Er geriet im Zweiten Weltkrieg in Kriegsgefangenschaft und kam Ende 1945 zurück in seine Heimat. Seine kaufmännische und brautechnische Ausbildung und Erfahrung sammelte er bei Brauereien in Minden, Herford, Essen und Bochum. Außerdem besuchte er die Doemens-Schule in München, eine Lehr und Versuchsanstalt für Brauer, und schloss seine Ausbildung ab.
Im Jahr 1974 wurde schließlich der letzte Gerstensaft in den Braukesseln der Brauerei produziert. Die Oetker-Gruppe übernahm die Brauerei Dittmann und wickelte sie ab.

## Gegenwart
Die Gebäude der ehemaligen Brauerei Dittmann stehen seit Jahrzehnten zu großen Teilen ungenutzt und verfallen stetig. Nur in kleineren Teilbereichen findet sich heute Gewerbe.
Nachdem im Frühjahr 2023 Teile eines alten Backsteinbaus auf dem Gelände der Brauerei in sich zusammengestürzt sind, sah der Kreis Gütersloh Handlungsbedarf. Bis Ende 2023 sollen zwei Hallenkörper des Gebäudekomplexes abgerissen werden. Der große Backsteinbau, der entlang der B55 zu sehen ist, ist von der Anordnung des Kreises nicht betroffen. Eine Umnutzung des Gebäudes wird geprüft und ein Konzept dafür entwickelt.

## Produkte
Die Brauerei produzierte unter der Biermarke Dittmann’s Langenberger.
Zu Zeiten der Brauerei wurden folgende Biersorten angeboten:
- Langenberger Edel-Pils
- Langenberger Imperial Pilsener
- Langenberger Pils Royal
- Langenberger Export
- Langenberger Edel-Bock
- Langenberger Malz Vollbier

## Betriebsnamen

Brauerei Dittmann, mit den typisch roten Lastwagen

- 1887 Bayrische Bierbrauerei Gebr.Dittmann
- 1940 Brauerei Gebr.Dittmann OHG
- 1974 Langenberger Brauerei Gebr. Dittmann KG[6]

## Werbespruch
Auf einigen Bierdeckeln der Brauerei Dittmann findet man den Werbespruch:
„Plagt dich Kummer oder Ärger – Trinke Dittmann’s Langenberger“
Die Rückseiten dieser Bierdeckel enthielten unterschiedliche Karikaturen mit den jeweiligen Sprüchen.